# رنرت (کارولینای شمالی)
رنرت (به انگلیسی: Rennert) شهری در ایالت کارولینای شمالی کشور ایالات متحده آمریکا است که جمعیت آن در سرشماری سال ۲۰۱۰ میلادی، ۳۸۳ نفر بوده‌است.